# Mieczyn
Mieczyn is een plaats in het Poolse district  Włoszczowski, woiwodschap Święty Krzyż. De plaats maakt deel uit van de gemeente Krasocin en telt 393 inwoners.